# Eskil Sanno Fåhraeus
Eskil Sanno Fåhraeus född 14 september 1817 i Visby, död 3 mars 1900, var en svensk direktör i sockerbolaget D. Carnegie & Co., Göteborg och ledamot av stadsfullmäktige i Göteborg.

## Biografi
Efter skolstudier i Ystad blev han anställd som bokhållare i firman D. Carnegie & Co. , Göteborg, 1836. Senare anställd i samma firma som resande försäljare, från 1865 utnämnd till direktör och ledamot av styrelsen. 1870 lämnade han denna befattning i firman på grund av hälsoskäl. Citat ur skriften D. Carnegie & Co 1803-1953, sidan 212: "Försäljningsverksamheten handhades fram till 1870 av Eskil Fåhaeus. Han företog i äldre tid omfattande resor i landet, och det berättas att när han slog sig ner på något småstadshotell, kommo specerihandlarna upp i frack och vit halsduk för att få nåden att köpa Carnegies socker".
Han var ledamot av Göteborgs stadsfullmäktige 1870-84, av direktionen för kurhuset 1871-75, av direktionen för Holtermanska sjukhuset 1871 -75 och av styrelsen för Renströmska fonden 1881-85. Han var vidare ledamot av beredningen för stadsfullmäktiges överinseende över Göteborgs sjukhem samt godkännande av reglemente för detta 1871, av bevillningsberedningar i 2:a distriktet 1872-73 och i 6:e distriktet 1876, av beredningen för utlåtande över förslag till bro över Göta älv 1873, av kommittén för val av ledamöter och suppleanter byggnadsnämnden 1874, av festkommittén vid kungaparets besök i staden 1874, av valkommittén 1873-77, av beredningen för löneförhöjning till poliskåren 1875 och av beredningen för anordningar i stadsfullmäktiges sessionssal 1875-76.
Obekräftade uppgifter gör gällande att Eskil Sanno Fåhraeus vid sin bortgång hade den i Sverige genom tiderna största och dyrbaraste samlingen av porslinstallrikar.

## Familj
Eskil Sanno Fåhraeus var son till tullförvaltare Johan (Jean) Wilhelm Fåraeus (1787-1857) och Karolina Lovisa Löwenström. Gift 14 december 1855 med Ebba Maximiliana Prytz (född 1824 i Örgryte, Göteborg). Barn: Bror Fåhraeus (född 1862), gift 1:o med Mary Ellen Lyon (1865-1898) och 2:o Elin Ahlström, Klas Fåhraeus (1863-1944) konstskribent, konstsamlare.

## Övrigt
- Eskil Sanno Fåhraeus hade sin bostad i fastigheten Kungsportsavenyn 3/ Storgatan 49, som han också ägde.[7]